# Egyd Gstättner
Egyd Gstättner (* 25. Mai 1962 in Klagenfurt) ist ein österreichischer Publizist und Schriftsteller.

## Leben
Egyd Gstättner studierte an der Universität Klagenfurt Philosophie, Psychologie, Pädagogik und Germanistik. Schon während des Studiums begann er mit Veröffentlichungen in Zeitschriften wie manuskripte, protokolle, Literatur und Kritik oder Wiener Journal.
Seit seiner Sponsion 1989 lebt er als freier Schriftsteller in Klagenfurt, wo er zahlreiche Essays u. a. für die Süddeutsche Zeitung, Die Zeit, Die Presse, Falter, Kurier und Die Furche verfasste. Besonders bekannt wurde er im Süden Österreichs mit seinen Satiren in der Kleinen Zeitung. Darüber hinaus schrieb und gestaltete er Features für die Österreichischen Radioprogramme Ö1 und Radio Kärnten sowie für den Bayerischen Rundfunk. 1993 wurde er zum Dr. phil. promoviert.
1990 erschien die erste eigenständige Buchpublikation („Herder, Frauendienst“ in der „Salzburger AV Edition“). Bis 2018 wurden insgesamt 38 Bücher Gstättners bei Zsolnay, Amalthea, in der Edition Atelier und seit 2008 im Picus Verlag Wien publiziert – oft in mehreren Auflagen und in andere Sprachen übersetzt. Dazu kommen ca. 2200 literarische, essayistische, satirische, feuilletonistische (keine journalistischen) Beiträge in in- und ausländischen Zeitungen, Zeitschriften, Anthologien (dtv, Insel, Piper, Fischer, Knaur, Deuticke, Residenz u. v. a.), ca. 600 Lesungen im In- und Ausland seit 1985 (Stand 1. Januar 2024). Seit 2016 hat er einen zweiten Wohnsitz in Wien. Im Jahr 2019 fand im Musilmuseum Klagenfurt die große multimediale Werkschau „Gestatten Gstättner“ statt, die wegen großen Publikumsinteresses zweimal verlängert wurde.
Gstättner ist mit der Buchhändlerin Claudia Saxer-Gstättner verheiratet und hat zwei erwachsene Töchter, Sonja und Isabella.

## Preise und Auszeichnungen
- 1991 Lesezirkelpreis der Wiener Zeitung
- 1993 Preis des freien Deutschen Literaturverbands Hessen
- 1994 Max-von-der-Grün-Preis Linz
- 1996 Club Carinthia Literaturpreis
- 1997 Förderungspreis des Landes Kärnten
- 2000 Pfefferbeißer Literaturpreis München
- 2000 Pons-Preis für die Wortschöpfer des Jahres München Pons-Verlag
- 2001 Theaterpreis Wies | Steiermark
- 2002 Leopold-Figl-Preis
- 2005 Prosapreis Brixen (für “Das Mädchen im See”)
- 2007/2008 Österreichisches Staatsstipendium für Literatur
- 2009 Otto-Stoessl-Preis (für “Der Mensch kann nicht fliegen”)
- 2011/2012 Österreichisches Staatsstipendium für Literatur
- 2015/2016 Österreichisches Staatsstipendium für Literatur
- 2018/19 Österreichisches Staatsstipendium für Literatur
- 2022/23 Österreichisches Staatsstipendium für Literatur
- (Niemals ausgezeichnet wurde Gstättner mit dem Würdigungspreis für Literatur seines Heimatlandes Kärnten).

## Buchpublikationen

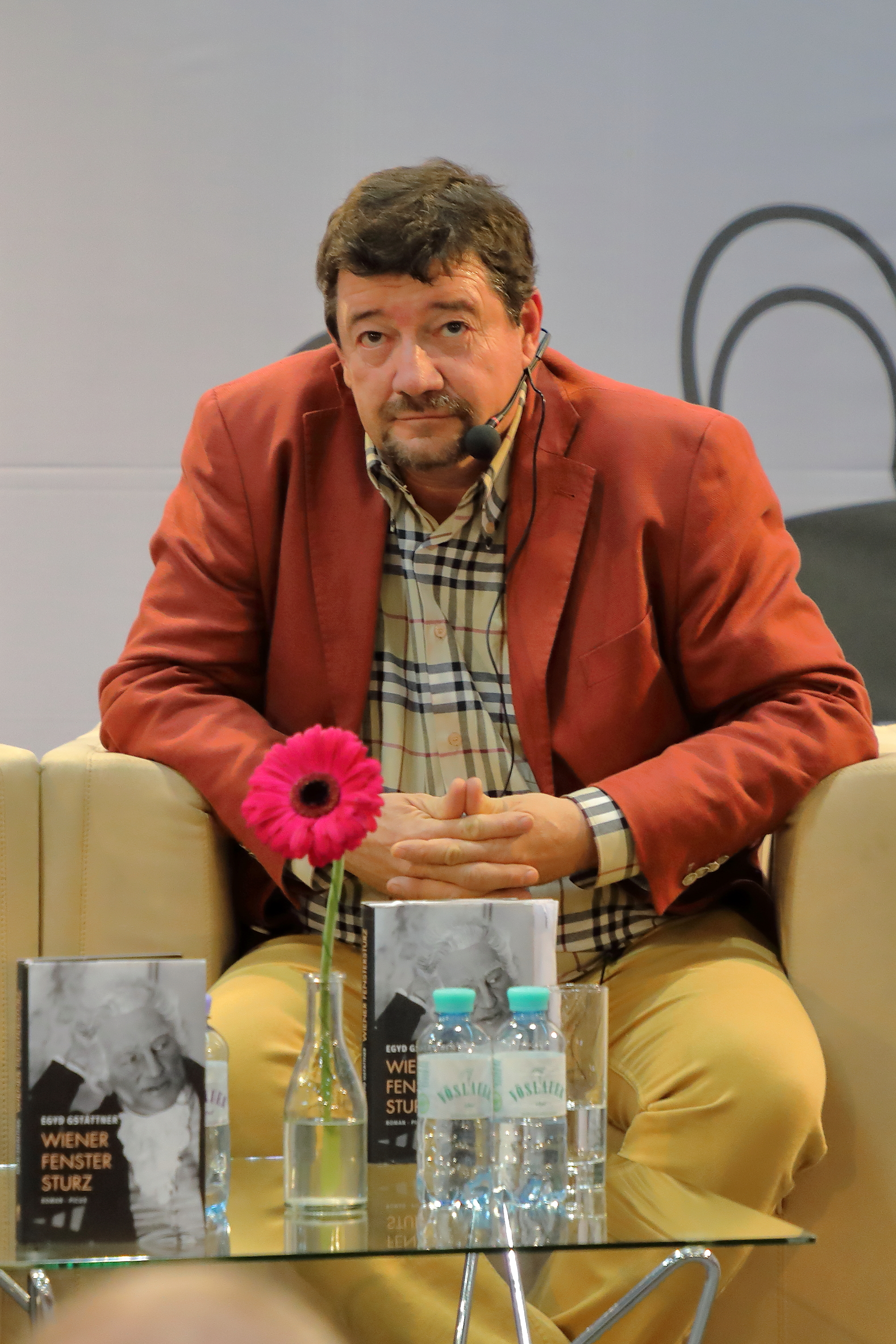
Gstättner bei der Präsentation seines Buches Wiener Fenstersturz auf der Wiener Buchmesse 2017

- Ein kranker Geist in einem kranken Körper. Eine "Biographie". Bläschke, St. Michael 1984, ISBN 3-7053-2242-7.
- Herder, Frauendienst und andere Liebeserklärungen. Aigner, Salzburg 1990, ISBN 3-900594-14-7.
- 1992 Kands Fieber
- Nachrichten aus der Provinz. Idyllische Erzählungen. Edition Atelier, Wien 1993, ISBN 3-900379-91-2.
- 1994 Spielzeug
- 1994 Servus oder Urlaub im Tauerntunnel
- 1995 Untergänge
- 1997 Alles Irre unterwegs
- 1998 Vom Manne aus Pichl (Hrsg.)
- 1998 Schreckliches Kind
- Herzmanovskys kleiner Bruder. Amalthea, Wien 1999, ISBN 978-3-85002-431-0.
- 2001 Februarreise an den Tejo. Die Nichtstuer des Südens Teil 1, Edition Atelier, Wien 2001, ISBN 3-85308-064-2.
- 2001 Der König des Nichts. Das atemlose Leben des Gorgias aus Leontinoi. Die Nichtstuer des Südens Teil 2, Edition Atelier, Wien 2001, ISBN 3-85308-072-3.
- 2002 Durchs wilde Österreich.
- 2002 Waidmannsdorfer Weltgericht.
- Horror Vacui. Die spanischen Dörfer des Don Miguel de Unamuno. Die Nichtstuer des Südens Teil 3, Edition Atelier, Wien 2003, ISBN 978-3-85308-091-7.
- Geschichten aus dem Süden: Satiren, Glossen und Geschichten. Amalthea, Wien 2005, ISBN 978-3-85002-529-4.
- Das Mädchen im See. 2005
- Meine besten Niederlagen. 2007
- Feine Fallrückzieher. Pichler Verlag, Wien 2008, ISBN 978-3-85431-455-4.
- Der Mensch kann nicht fliegen. Der letzte Tag des Carlo Michelstaedter. Picus Verlag, Wien 2008, ISBN 978-3-85452-635-3.
- Jubel, Trubel, Österreich: Neue Geschichten aus dem Süden. Amalthea, Wien 2009, ISBN 978-3-85002-683-3.
- Der Untergang des Morgenlands: Geschichten von verlorenen Posten. Picus Verlag, Wien 2009, ISBN 978-3-85452-646-9.
- Frau Wegscheiders Welt. Kleine Kärntner Kuriositäten. Carinthia Verlag, Klagenfurt 2010, ISBN 978-3-85378-658-1.
- Klagenfurt. Literarisches Porträt einer Stadt. Bildband, Fotos von Egyd Gstättner, Carinthia Verlag, Klagenfurt 2010, ISBN 978-3-85378-657-4.
- Absturz aus dem Himmel. Roman, Picus Verlag, Wien 2011, ISBN 978-3-85452-676-6.
- Das Mädchen im See. Illustrierte Neuausgabe, Erzählung, Edition Atelier, Wien 2011, ISBN 978-3-902498-48-9.
- Ein Endsommernachtsalbtraum. Mehr als ein Kriminalroman. Picus Verlag, Wien 2012, ISBN 978-3-85452-684-1.
- Hansi Hinterseer rettet die Welt. ... oder die Besteigung des Küniglberges. Amalthea Signum, Wien 2013, ISBN 978-3-85002-830-1.
- Das Geisterschiff. Roman, Picus Verlag, Wien 2013, ISBN 978-3-7117-2001-6.
- Der Haider Jörg zieht übers Gebirg. Drava Verlag, Klagenfurt 2013, ISBN 978-3-85435-717-9.
- Am Fuße des Wörthersees – Neue Nachrichten aus der Provinz. Picus Verlag, Wien 2014, ISBN 978-3-7117-2012-2.
- Das Freudenhaus – Roman über das absurde Theater. Picus Verlag, Wien 2015, ISBN 978-3-7117-2026-9.
- Karl Kraus lernt Dummdeutsch oder: Neue Worte für eine neue Welt. Picus Verlag, Wien 2016, ISBN 978-3-7117-2042-9.
- Wiener Fenstersturz oder: Die Kulturgeschichte der Zukunft. Roman. Picus Verlag, Wien 2017, ISBN 978-3-7117-2055-9.
- Die Familie des Teufels. Allein gegen die Literaturgeschichte. Picus Verlag, Wien 2018. ISBN 978-3-7117-2070-2.
- Mein Leben als Hofnarr. Es ist verdammt hart, Egyd Gstättner zu sein. Picus, Wien 2019. ISBN 978-3-7117-5406-6.
- Klagenfurt. Was der Tourist sehen sollte. Picus, Wien 2020. ISBN 978-3-7117-2091-7.
- Leopold der Letzte oder: Es ist vollbracht, Roman, Picus, Wien 2021. ISBN 978-3-7117-2112-9.
- Ich bin Kaiser: tolldreiste Erzählungen, Picus, Wien 2022, ISBN 978-3-7117-2126-6.
- Der große Gogo, Roman, Picus, Wien 2023, ISBN 978-3-7117-2138-9.
- Arrivederci Adria!, Geschichten von Österreich am Meer, Wieser Verlag, 2025, ISBN 978-3-99029-685-1.

## Theaterarbeiten
- Argumente für Adam (UA TiK Klagenfurt, 18. Juni 1992)
- Die Räuber (UA ke-Theater, Klagenfurt, 16. März 1994)
- Schopenhauer (UA Volkstheater Wien, 18. Juni 1996 Dt. Erstaufführung Wolfgang Borchert-Theater, Münster, 19. September 1997)
- Orpheus (UA ORF-Theater Klagenfurt, 28. April 1997)
- Silvester (UA Volkstheater Wien, 31. Dezember 1998)
- Die schöne Helena (Dialogfassung. Stadttheater Klagenfurt 19. Oktober 2000)
- The Spitzweg Project (UA ke-Theater, Klagenfurt 21. November 2001)